# Diòcesi de Sió
La Diòcesi de Sió és una antiga diòcesi d'una antiga ciutat de l'Àsia Menor (actualment Turquia asiàtica), i actualment una Diòcesi titular de l'església catòlica llatina.

## Història
Sió era una ciutat de la província romana d'Àsia Prima. Era prou important com per esdevenir bisbat, sufragani del Metropolità de la capital provincial Efes, però es va esvair.

## Seu titular
La diòcesi fou restaurada nominalment com a bisbat titular, suprimida el 1925, restaurada com a tal el 1929 i ascendida a arquebisbat titular (rang intermediari) el 12 de desembre de 1950. Actualment vacant, ha tingut els següents titulars:
- Bisbe titular Benito Madueño y Ramos (1698.12.19 – 1739.05.11)
- Bisbe titular Deodatus de Chaumont de Mareuil (1765.03.27 – ?)
- Bisbe titular Edmund Burke (1817.07.04 – 1820.11.29)
- Bisbe titular Wilhelm Arnold Günther, Premonstratencs (O. Praem.) (1834.06.23 – 1843.08.22)
- Bisbe titular Jean Baptiste Epalle, Maristes (S.M.) (1844.07.19 – 1845.12.19)
- Bisbe titular Sebastiano Franković, Franciscà (O.F.M. Obs.) (1861.04.16 – 1864.10.30)
- Bisbe titular Giuseppe Durguth (1865.09.25 – ?)
- Bisbe titular Luigi Martucci (1874.12.21 – 1880.12.23)
- Bisbe titular François-Louis Fleck (1881.05.13 – 1886.08.18)
- Arquebisbe titular Jaime Cardona y Tur (1892.07.11 – 1920.12.09), Vicari militar d'Espanya (1892.07.11 – 1923.01.06), més tard Patriarca de les Índies Occidentals (1920.12.09 – 1923.01.06)
- Arquebisbe titular Ramón Pérez y Rodríguez (1929.01.07 – 1930.06.30), anteriorment Bisbe de Badajoz (Espanya) (1920.08.21 – 1929.01.07); després Vicari Militar d'Espanya (1929.01.07 – 1937.01.28), Patriarca de les Índies Occidentals (1930.06.30 – 1937.01.28), i bisbe de Cadis i Ceuta (Espanya) (1933.04.21 – 1937.01.28)
- Bisbe titular Francesco Pascucci (1936.12.20 – 1943.04.22), prèviament subsecretri de la Congregació pel Culte Diví i la Disciplina dels Sagraments (1909 – 1912); més tard Pro-Vicari General del Vicariat de Roma (1936.12.20 – 1945.03.30), Arquebisbe titular de Nicæa (1943.04.22 – 1945.03.30)
- Arquebisbe titular Luis Alonso Muñoyerro (1950.12.12 – 1968.09.23)